# Milica Jakovljević
Milica Jakovljević pseud. Mir-Jam cyr. Милица Јаковљевић (ur. 22 kwietnia 1887 w Jagodinie, zm. 22 grudnia 1952 w Belgradzie) – serbska pisarka, nauczycielka i tłumaczka, siostra pisarza Stevana Jakovljevicia.

## Życiorys
Urodziła się w Jagodinie jako córka urzędnika i policjanta Jevrema Jakovljevicia. W dzieciństwie wraz z rodziną przeniosła się do Kragujevaca, gdzie ukończyła szkołę podstawową i średnią. W 1902 uczyła się w szkole dla nauczycielek w Belgradzie. Z uwagi na trudną sytuację finansową rodziny powróciła do Kragujevaca, a następnie podjęła pracę nauczycielki we wsi Krivi Vir we wschodniej Serbii, a później we wsi Obrez.
Po zakończeniu I wojny światowej mieszkała w Aranđelovacu, skąd w 1920 przeniosła się na stałe do Belgradu. Pracowała jako tłumaczka z języka francuskiego w dzienniku Novosti, a następnie w czasopiśmie Nedeljne Ilustracije. Oprócz tłumaczeń pisała teksty poświęcone edukacji kobiet. W tym czasie publikowała powieści i opowiadania, posługując się pseudonimem Mir-Jam. Jej barwne i realistyczne opowieści obyczajowe przyniosły jej w Serbii znaczącą popularność.
W czasie II wojny światowej zaprzestała działalności dziennikarskiej, utrzymywała się z wyprzedaży ubrań i kosztowności. Po przejęciu władzy przez komunistów twórczość Milicy Jakovljević uznawano za burżuazyjną i jej nie wznawiano. Nie została przyjęta do Stowarzyszenia Dziennikarzy i ostatnie lata życia przeżyła w nędzy. Nie założyła rodziny, zmarła w Belgradzie w roku 1952 na zapalenie płuc. Pochowana na Nowym Cmentarzu w Belgradzie.
W latach 70. twórczość Milicy Jakovljević odkryto na nowo. Jej sztuki wystawiały w tym czasie teatry belgradzkie. W 2008 serbska telewizja RTS 1 wyemitowała 17-odcinkowy serial Ranjeni orao, w reż. Zdravko Šotry.

## Twórczość

### Powieści
- Ranjeni orao
- To je bilo jedne noći na Jadranu
- Nepobedivo srce
- Otmica muškarca
- Greh njene majke
- U slovenačkim gorama
- Mala supruga
- Samac u braku
- Izdanci Šumadije

### Zbiory opowiadań
- Dama u plavom
- Časna reč muškarca
- Sve one vole ljubav
- Devojka sa zelenim ocima
- Prvi sneg

### Dramaty
- Tamo daleko
- Emancipovana porodica